# Kolová (okres Karlovy Vary)
Kolová (německy Kohlhau) je obec v okrese Karlovy Vary v Karlovarském kraji. Leží šest kilometrů jihovýchodně od Karlových Varů. Žije v ní 924 obyvatel.

## Historie
První písemná zmínka o vesnici pochází z roku 1785. V letech 1938 až 1945 byla Kolová v důsledku uzavření Mnichovské dohody přičleněna k nacistickému Německu.

## Obyvatelstvo
Při sčítání lidu v roce 1921 ve vsi žilo 715 obyvatel (z toho 351 mužů), z nichž byl jeden Čechoslovák, 709 Němců a pět cizinců. Kromě čtyř evangelíků se hlásili k římskokatolické církvi. Podle sčítání lidu z roku 1930 měla vesnice 739 obyvatel: dva Čechoslováky, 726 Němců a jedenáct cizinců. Převažovali římští katolíci, ale tři lidé byli evangelíky, dva patřili k nezjišťovaným církvím a osm lidí bylo bez vyznání.
| Rok            | 1869 | 1880 | 1890 | 1900  | 1910  | 1921 | 1930 | 1950 | 1961 | 1970 | 1980 | 1991 | 2001 | 2011 | 2021 |
| -------------- | ---- | ---- | ---- | ----- | ----- | ---- | ---- | ---- | ---- | ---- | ---- | ---- | ---- | ---- | ---- |
| Počet obyvatel | 787  | 856  | 931  | 1 001 | 1 056 | 947  | 971  | 476  | 503  | 481  | 453  | 487  | 553  | 711  | 819  |
| Počet domů     | 116  | 129  | 137  | 140   | 148   | 150  | 162  | 148  | 111  | 105  | 109  | 138  | 179  | 240  | 274  |

## Obecní správa
Mezi lety 1850–1873 patřila Kolová jako osada obce k Pile v okrese Karlovy Vary. Od roku 1873 je obcí v okrese Karlovy Vary (1873–1930), posléze v okrese Karlovy Vary-okolí (1950) a později opět v okrese Karlovy Vary.

### Části obce
- Háje
- Kolová

Od 1. ledna 1976 do 31. prosince 1999 k obci patřila i Pila.

### Obecní symboly
Znak a vlajka byly obci uděleny rozhodnutím předsedy Poslanecké sněmovny Parlamentu České republiky dne 25. března 2005.

## Pamětihodnosti
- pomník obětem první světové války
- kaple svaté Anny

## Další fotografie

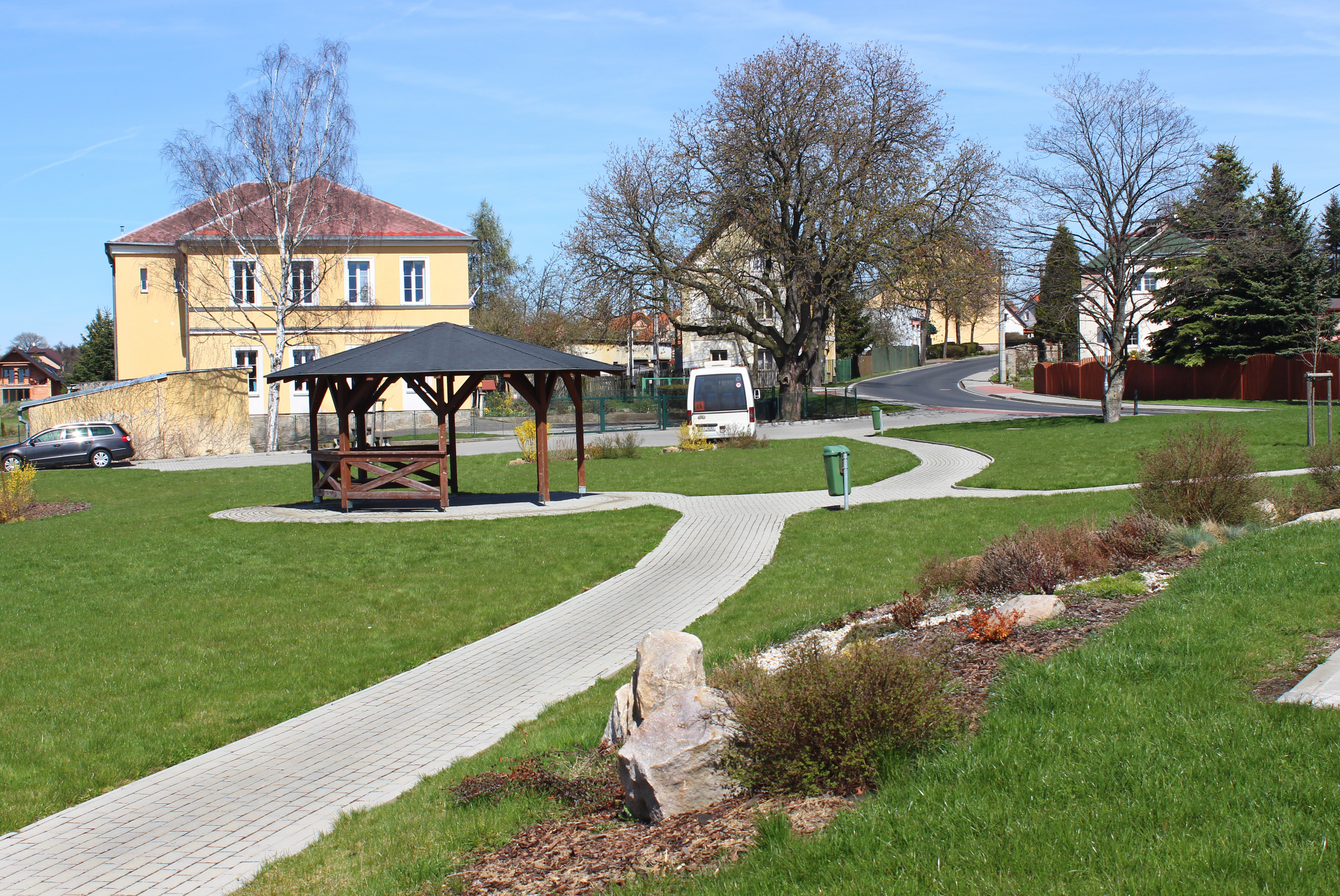
Malý park
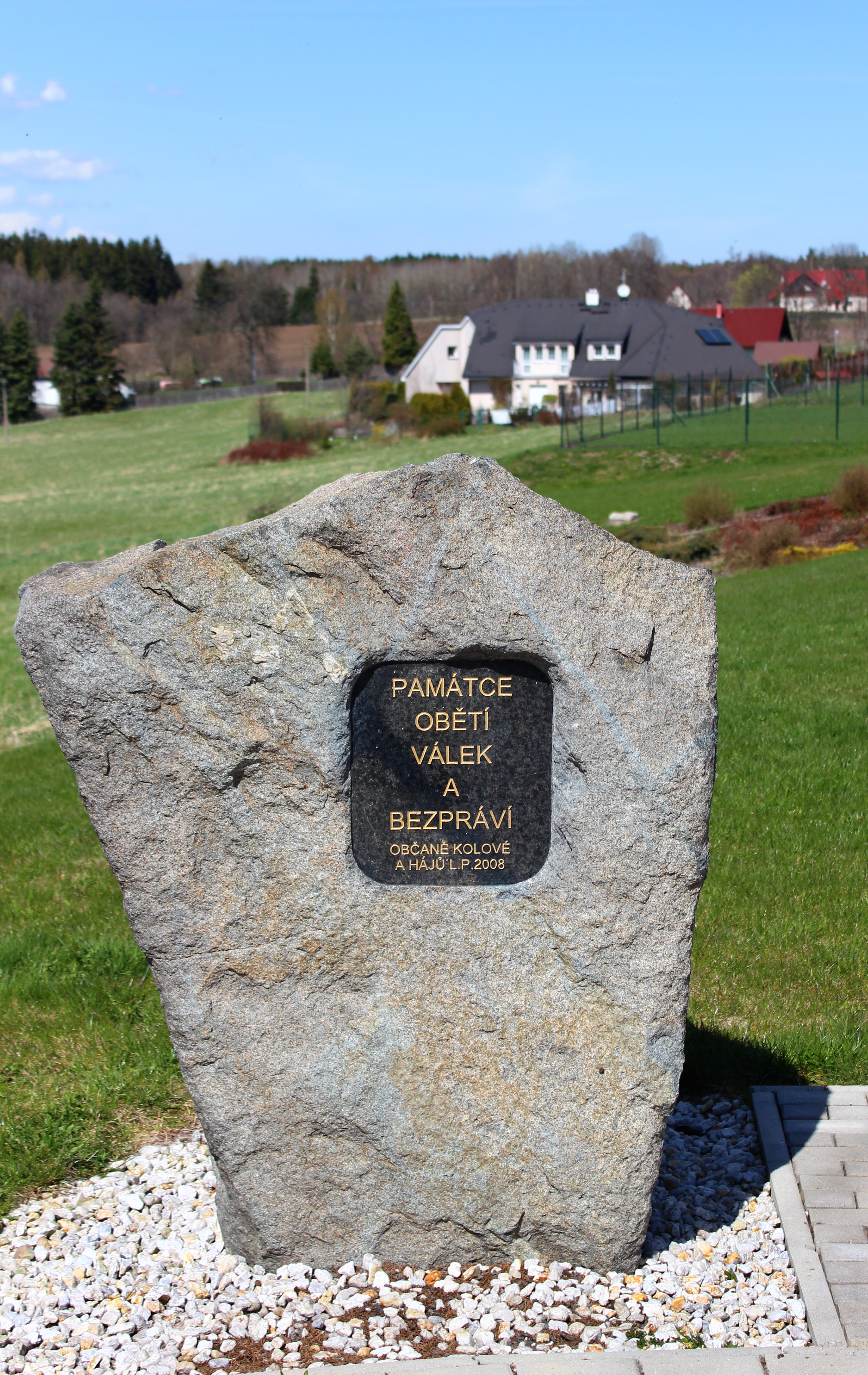
Památník v parku
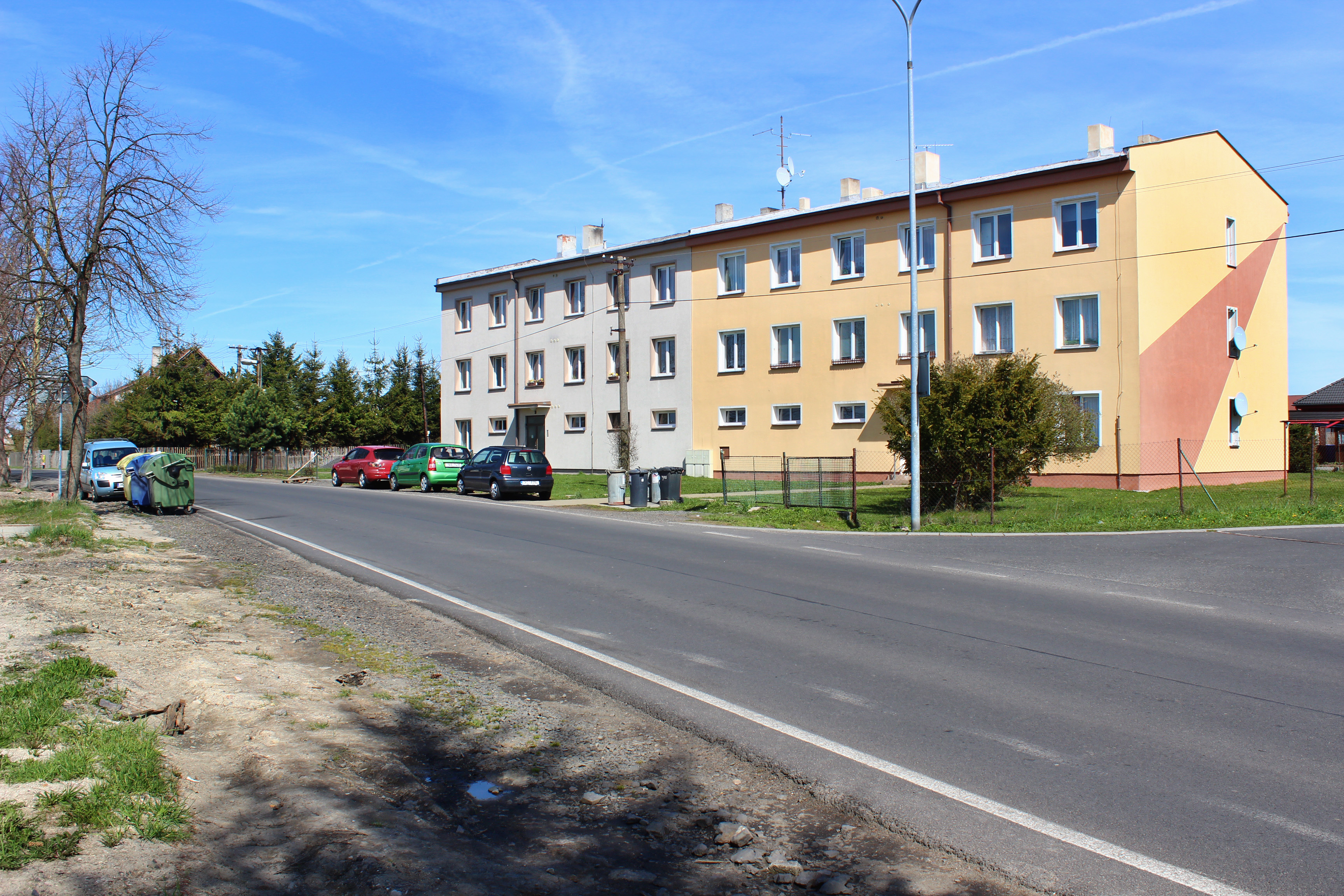
Bytovky v jižní části obce
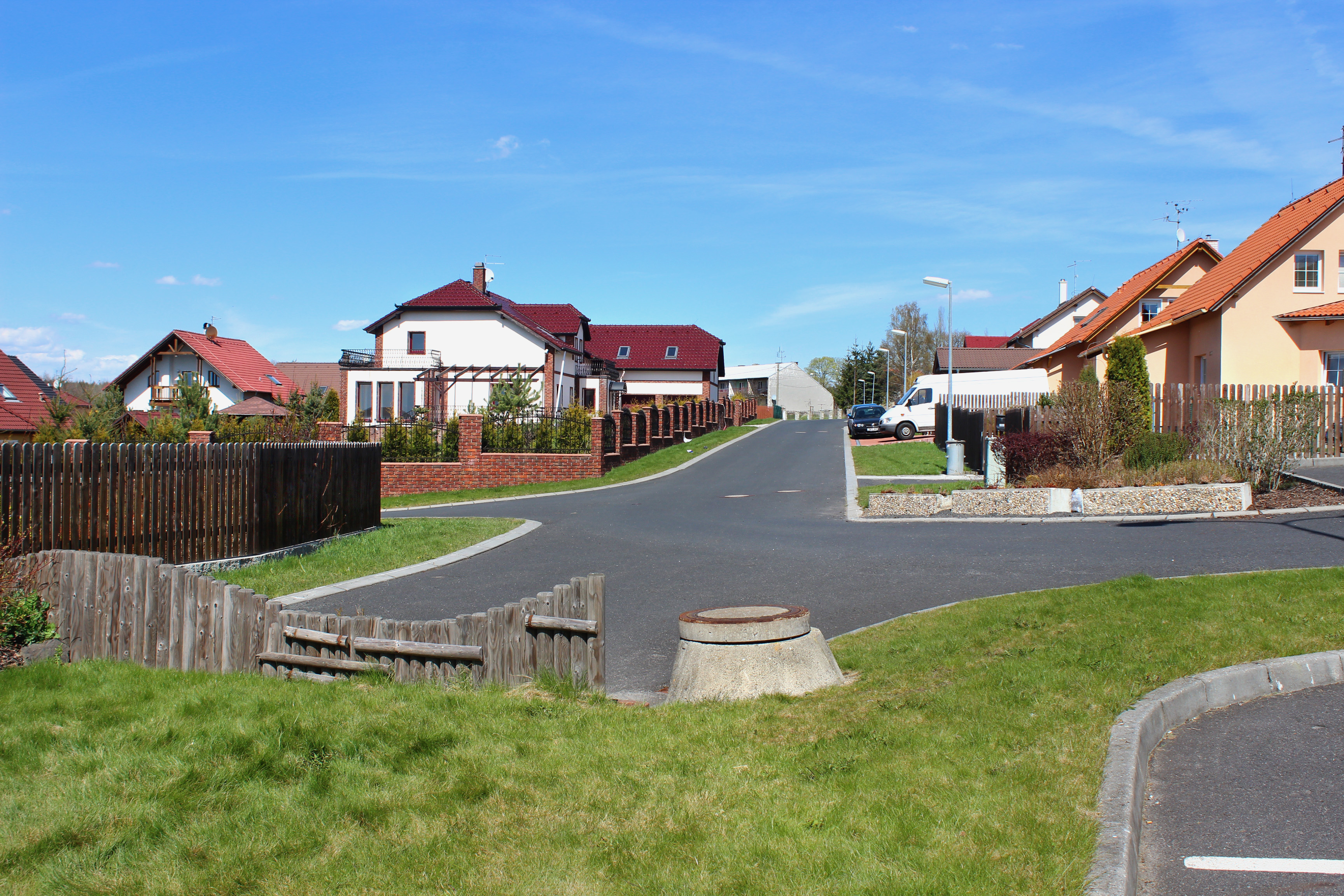
Nová výstavba